# Strunius
Strunius is een geslacht van uitgestorven kwastvinnige vissen uit het Laat-Devoon.

## Kenmerken
Het met grote, ronde beenschubben bedekte lichaam van deze tien centimeter lange vissen was kort en zijdelings afgeplat. Boven op het lichaam, vlak bij de driedelige staart, bevonden zich twee rugvinnen. Aan de onderzijde had het dier gepaarde buik- en borstvinnen, met daarachter de aarsvin. De vinnen hadden talrijke benige vinstralen. De boven- en onderlob van de driedelige staart waren gelijk van vorm.
De schedel was samengesteld uit twee scharnierende helften, die waarschijnlijk waren verbonden door een grote spier, die door samentrekking de onderste schedelhelft naar boven drukte, zodat de tanden in de prooi gedreven werden.

## Vondsten
Fossielen van dit dier zijn bekend uit Duitsland en Letland.